# Kościół Saint-Eugène-Sainte-Cécile w Paryżu
Kościół Saint-Eugène-Sainte-Cécile (św. Eugeniusza i św. Cecylii) w Paryżu – kościół katolicki w 9. okręgu paryskim, na prawym brzegu Sekwany. 

## Historia
Pierwszy kościół pod wezwaniem św. Eugeniusza powstał w XIII wieku. W czasie wielkiej przebudowy Paryża został on w dużej mierze zburzony i poważnie przekształcony według projektu Louisa-Auguste'a Boileau. Zgodnie z ówczesnymi tendencjami (podobnie jak w wypadku dzieł Victora Baltarda) architekt połączył w swoim projekcie wapienne mury i metalową konstrukcję, opierając cały kościół na żelaznych filarach. Otwarcia nowego kościoła w 1854 r. dokonała cesarzowa Eugenia. 
Od 1987 r. w kościele odprawiane są równolegle msze według zasad ustalonych na Soborze Watykańskim II oraz w rycie trydenckim.

## Architektura

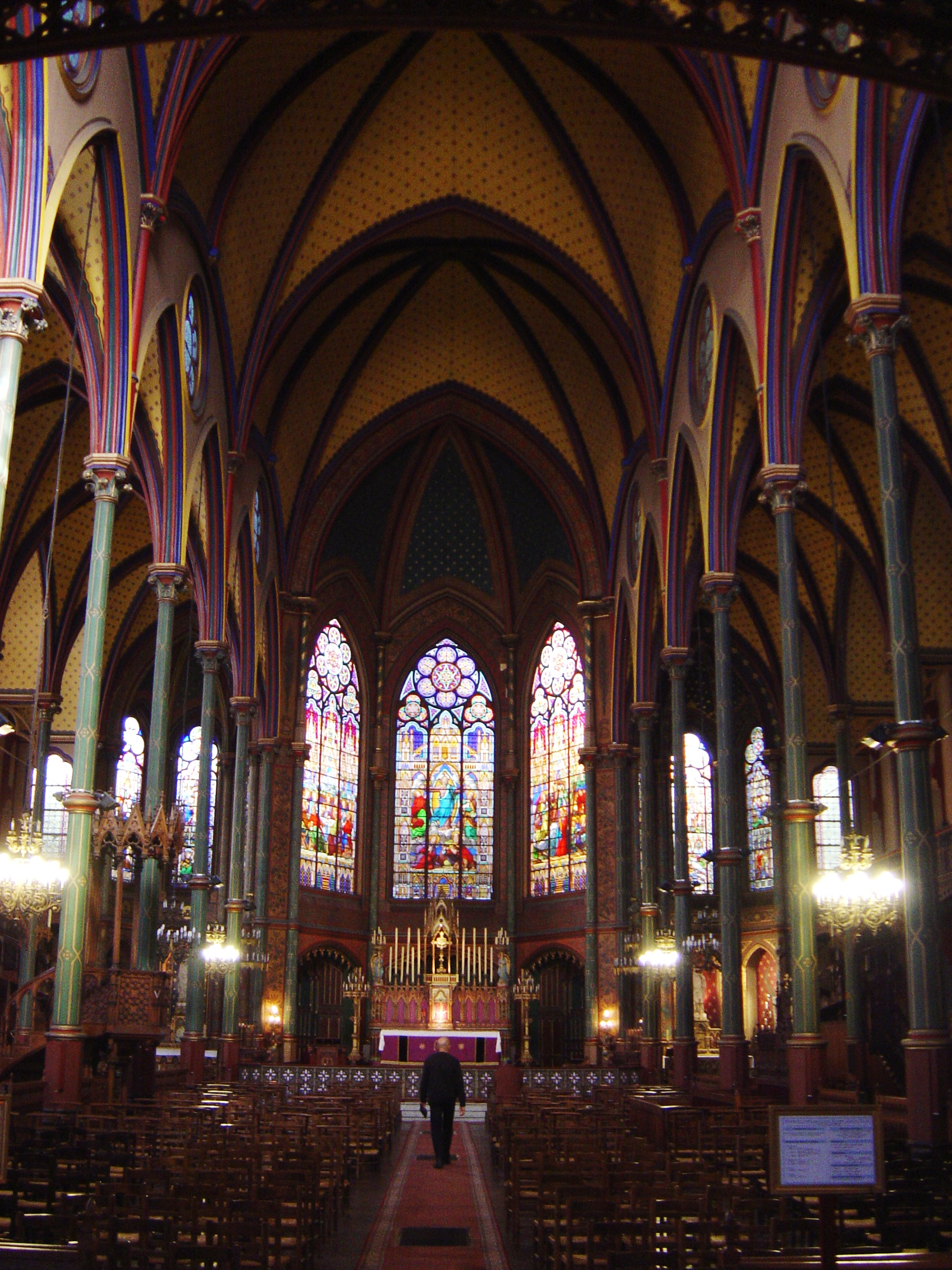
Wnętrze kościoła

Fasada kościoła jest typowo neogotycka. Wejście do kościoła prowadzi przez drzwi obramowane neogotyckim portalem z imitacjami sterczyn oraz attyką nad dwoma bocznymi drzwiami. Na dwupoziomowej fasadzie znajduje się sześć ostrołukowych okien (po dwa na niższych poziomach i dwa większe okna powyżej wejść) oraz centralna rozeta. Na fasadzie zastosowano dekorację nawiązującą do motywów hiszpańskiego i mauretańskiego gotyku - taką formę mają położone na wyższych poziomach blendy oraz sterczyny. Całość wieńczy krzyż. 
Obiekt jest trójnawowy, posiada ponadto dwie kaplice boczne, wyodrębnione prezbiterium oraz absydę wykańczającą każdą nawę. Długość kościoła wynosi 50 metrów, szerokość - 25. Dekorację wnętrza stanowi cykl rzeźb przedstawiających stacje drogi krzyżowej, obrazy z życia prywatnego i publicznego Jezusa Chrystusa oraz witraże, również poświęcone Chrystusowi oraz św. Eugeniuszowi. Ołtarz główny oraz ołtarze boczne są neogotyckie. 